# جي. تي. دورسي
جي. تي. دورسي (بالإنجليزية: J. T. Dorsey)‏ هو لاعب كرة قدم أمريكي في مركز الدفاع، ولد في 29 أغسطس 1975 في كوتسفيل في الولايات المتحدة. لعب مع ريدينغ يونايتد إيسي ونادي بان.